# Chaetodon pictus
Chaetodon pictus is een straalvinnige vissensoort uit de familie van de koraalvlinders (Chaetodontidae). De wetenschappelijke naam van de soort is voor het eerst geldig gepubliceerd in 1775 door Forsskål.